# Dodge
Dodge je znamka avtomobilov, SUV-jev, športnih avtomobilov, tovornjakov, ki ima sedež v ZDA, in je zastopan z Chrysler LLC v več kot 60 državah sveta.
Ustanovljeno kot Firma bratov Dodge leta 1900 z namenom, da dobavlja dele za Detroitsko rastočo avtomobilistično industrijo. Pri Dodge-u so začeli proizvajati svoja vozila leta 1914.
Znamka je bila prodana korporaciji Chrysler leta 1938, šlo skozi kratko združitvijo DaimlerChryslerja 1998-2007 kot del neuradne »Chryslerjeve skupine« in je sedaj del novega Chrysler LLC, ki jo vodi privatna investicijska firma »Cerberus Capital Management«.